# Ernest Glanville
Ernest Glanville (1855. május 2. – 1925. szeptember 6.) afrikai angol író, haditudósító.

## Élete
A London Daily Chronicle haditudósítójaként dolgozott Dél-Afrikában az angol–zulu háború idején. A Cape Argus című lapban is jelentek meg írásai. Tizenhét kalandregényt, ezenfelül számos olyan történetet írt, amelynek alapjául szemtanúk beszámolói szolgáltak.

## Családja
Thomas Burt Glanville és Wilmot Watson gyermekeként született. Felesége Emma Priscilla Powell volt, akitől négy gyermeke született.

## Művei
- Among The Cape Kaffirs, 1888
- The Lost Heiress, 1891
- The Fossicker, 1892
- A Fair Colonist, 1894
- The Golden Rock, 1895
- Kloof Yarns, 1896
- Tales From The Veld, 1897
- The Kloof Bride, 1898
- The Despatch Rider, 1900
- Max Thornton, 1901
- The Lost Regiment, 1901
- The Commandant, 1902
- The Diamond Seekers, 1903
- In Search Of The Okapi, 1904
- A Beautiful Rebel, 1905
- A Rough Reformer, 1905
- The Inca's Treasure, 1914
- Tyopa, 1920
- Through the Red Revolt on the Rand, 1922
- Claw And Fang, 1923
- The Yellow-Maned Lion, 1925
- The Hunter, 1926